# San Vitale e il cavallo
San Vitale e il cavallo è un affresco del Parmigianino, databile al 1523 e conservato nella chiesa di San Giovanni Evangelista a Parma, nella seconda cappella della navata sinistra. Decora la metà destra del sottarco di accesso, in coppia con l'affresco dei Santi Stefano e Lorenzo sul lato sinistro.

## Storia
L'attività del giovane Parmigianino in San Giovanni è documentata in maniera contrastante dalle fonti. Vasari ad esempio ricordò che qui l'artista si era cimentato per la prima volta nella tecnica dell'affresco, avendo come maestro niente meno che Correggio, ma indicò addirittura in sette le cappelle decorate dall'artista, un numero eccessivo forse dovuto a una svista. Tale numero è stato infatti presto ridimensionato a tre, tutte nella navata sinistra: la prima, la seconda e la quarta. Quest'ultima, la cappella Zangrandi, è stata poi ulteriormente scartata dal catalogo di Francesco Mazzola poiché in tempi recenti sono stati documentati disegni preparatori di Michelangelo Anselmi (Eksedjian, 1988, e Di Giampaolo, 1991), a cui è stato quindi riferito il lavoro.
Una ridotta mole di lavoro è dopotutto pienamente compatibile con altri documenti sulla vita dell'artista, che tra il 1521 e il 1522 era a Viadana col cugino Girolamo Bedoli per sfuggire alle minacce di assedio della città e che prima del 1524, quando partì per Roma, aveva già lavorato alla Rocca di Fontanellato per i Sanvitale. Resta dunque un anno o meno, in cui è quindi possibile che l'artista abbia decorato due cappelle. È invero possibile che Vasari si fosse confuso durante la visita alla chiesa, indicando piuttosto il numero totale di cappelle che all'epoca erano affrescate. 
I resoconti della visita pastorale del vescovo Ferdinando Farnese del 1578 ricordano come all'epoca le prime due cappelle della navata sinistra fossero appartenenti al monastero e non patronate da alcuna famiglia. La seconda in particolare era dedicata ad alcuni santi di devozione benedettina: Vitale, Stefano e Lorenzo.

## Descrizione e stile
Sotto un arco decorato da esili figure scolpite il cavaliere Vitale (da alcuni letto come san Secondo) brandisce il vessillo crociato e regge le briglie dell'impetuoso cavallo bianco, che si impenna sulle gambe posteriori, uscendo dal limite fisico dell'affresco. In basso un cagnolino rappresenta un vivo dettaglio quotidiano, oltre che un modo per riempire lo spazio. 
Sicuramente la monumentalità e il dinamismo delle figure, unito a una vena di narratività popolare, si rifà ai modi del Pordenone, che pochi anni prima aveva dipinto alcune Storie della Passione nel Duomo di Cremona. Le fisionomie e alcuni dettagli confermano la datazione alla fase giovanile del pittore, confrontabili con lavori come la Pala di Bardi (la fuga prospettica al centro), l'Adorazione dei pastori, la Natività e la Santa Barbara. 
Dell'affresco esiste un disegno preparatorio nella Galleria Estense di Modena (inv. 1169).